# Eikengalboorder
De eikengalboorder (Curculio villosus) is een keversoort uit de familie snuitkevers (Curculionidae). De kever leeft in eiken, net als de verwante eikelboorder (C. glandium). De eikengalboorder is aanzienlijk donkerder dan deze sympatrische soort.
De kever is een hyperparasiet, waarvan de larven zich ontwikkelen in de gallen van de aardappelgalwesp (Biorhiza pallida). Door voedselconcurrentie sterft de wespenlarve. De eikengalboorder verpopt zich in de grond.